# 劉廣珩
劉 広珩（りゅう こうこう、繁体字：劉 廣珩、リュウ・クアンヘン、英語: Liu Kuang-heng、2005年8月15日 - ）は、台湾の男子バドミントン選手。

## 経歴
2022年から2024年前半までで、鄭凱文、李佳翰、邱相榤などとペアを組む。
2024年6月からは9歳年上の楊博涵とペアを組み、デビュー戦のUSオープンで準優勝した。